# 鬼越邦子のいけにえテレビ
『鬼越邦子のいけにえテレビ』（おにごえくにこのいけにえテレビ）は、BSよしもとで放送されているバラエティ番組である。

## 概要
鬼越トマホーク（坂井良多・金ちゃん）が山田邦子の飲み友＝いけにえを一緒に探すトークバラエティ。売れっ子から1年目の若手まで幅広い層のゲストがそれぞれの芸、特技などを山田にぶつけていく。山田から気に入られたゲストは山田と連絡先を交換することになる。
撮影は金ちゃんの実家である板橋区南常盤台の「居酒屋金ちゃん」で行われ、以下のルールでゲストとのトークが進行されていく。
- 1. 若手芸人は山田邦子のことを「くにちゃん」と呼ぶ
- 2. 山田は何があっても怒ってはいけない
- 3. 山田が最も仲良くなりたいと思った芸人と連絡先を交換する

BSよしもとで放送されたのち、BSよしもと公式YouTubeチャンネルでは本編が分割されて配信される。

## 出演
- 鬼越トマホーク
- 山田邦子

## 放送日程
| 鬼越邦子のいけにえテレビ 放送日程 | 鬼越邦子のいけにえテレビ 放送日程 | 鬼越邦子のいけにえテレビ 放送日程                      |
| 回                                | 放送日                            | ゲスト                                                 |
| --------------------------------- | --------------------------------- | ------------------------------------------------------ |
| 1                                 | 2024年3月17日                     | オダウエダ、シンクロニシティ、おばあちゃん、江戸ベルト |
| 2                                 | 2024年9月8日                      | 紅しょうが、9番街レトロ、ボブのコーラ                  |